# Grand Island and Wyoming Central Railroad
La Grand Island and Wyoming Central Railroad (GI&WC) era una ferrovia che operava negli Stati del Nebraska e del Dakota del Sud. Aveva sede a Grand Island, Nebraska. Nel 1902, aveva una lunghezza di 401,32 miglia (645,86 km).
Fu affittata dalla Burlington and Missouri River Railroad (B&M), che era una filiale della Chicago, Burlington and Quincy Railroad, il 25 maggio 1886. L'intento originale era di estendere la linea nel Wyoming, e la costruzione verso ovest iniziò nel 1886; ma nel 1889, la ferrovia iniziò a costruire nelle Black Hills per servire le miniere costruite durante la corsa all'oro delle Black Hills. Nel 1890, la ferrovia raggiunse Hill City e Englewood, e nel 1891 fu istituito il servizio ferroviario a Deadwood. Una linea per Spearfish fu aggiunta nel 1893. Nel 1897, la B&M acquistò la GI&WC e la linea iniziò a operare come B&M.